# ستعو

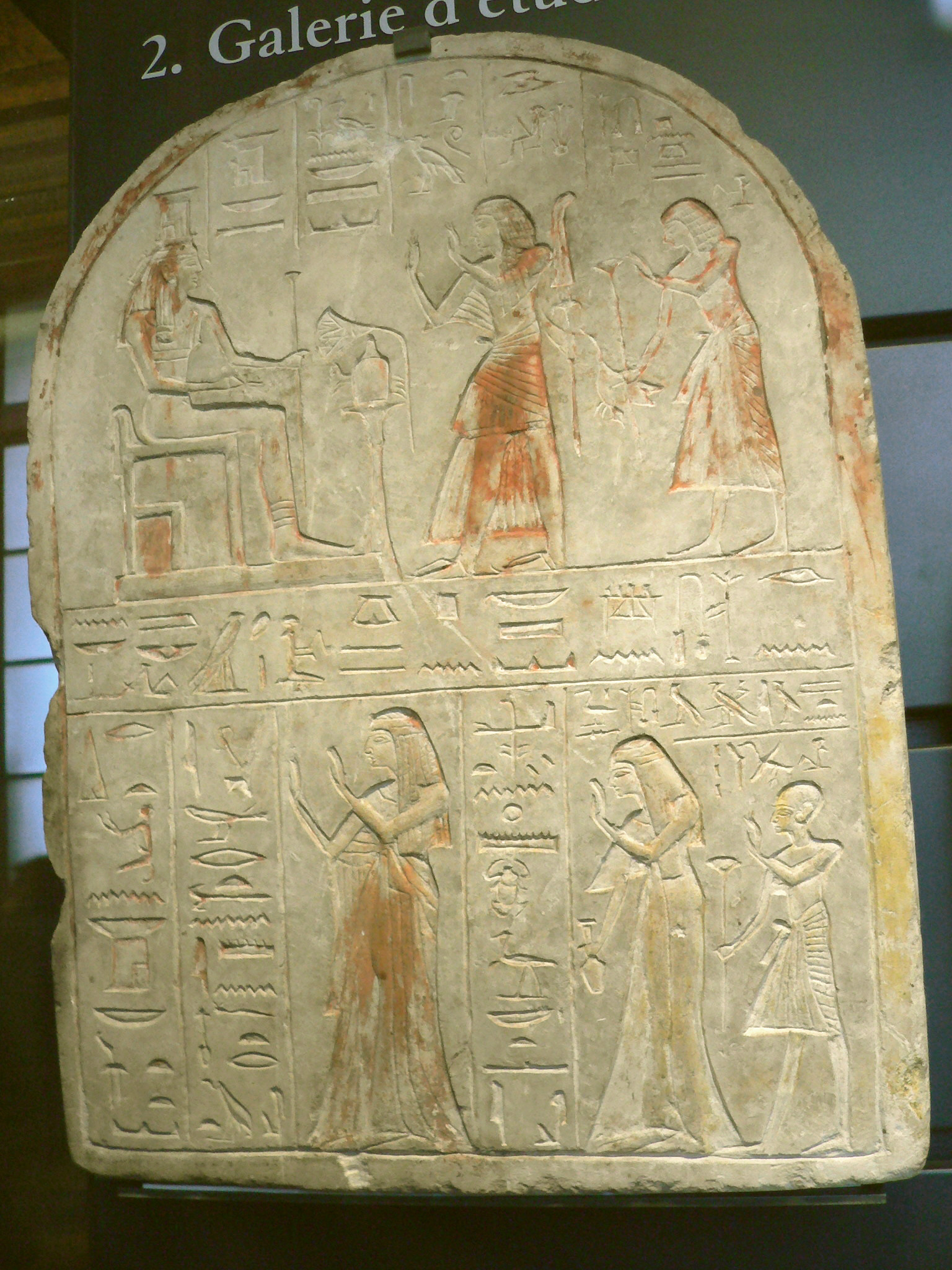
لوح یادبود سنگی که بر روی آن، تصویر «سِـتعو» و همسرش «نوفرموت» حکاکی شده است

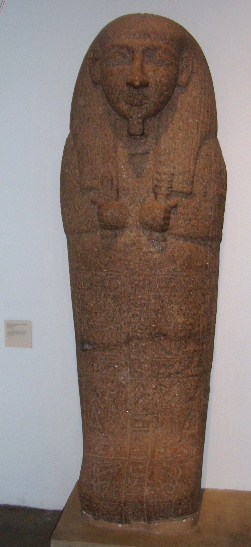
درب تابوت سِـتعو (موزه بریتانیا)

سِـتعو (انگلیسی: Setau) نایب‌السلطنهٔ پادشاهی کوش در دوران حکمرانی رامسس دوم بود.
اسناد معاصر نشان می‌دهد که او از سال ۳۸ تا سال ۶۳ از سلطنت رامسس دوم در دربارش خدمت کرده است. وی دانش‌آموختهٔ «مدرسهٔ سلطنتی» بوده و سوابق درخشانی از خدمت به خاندان سلطنتی داشته که جزئیات آن در کتیبهٔ خودزیستنامه‌ای که در معبد «وادی السبوع» حکاکی شده، موجود است. پرستشگاه «وادی السبوع» توسط وی برای رامسس دوم در سال ۱۲۳۶ پیش از میلاد (سال ۴۴ام از پادشاهی وی) ساخته شد. ۱۱ ستون سنگی یادبود از سِـتعو که اینک در موزه مصر نگهداری می‌شود، در محوطهٔ این پرستشگاه بدست آمد و از طریق آنها بود که شرحِ دقیقی از شغل و مسئولیت‌های وی و همچنین وظایف یک نایب‌السلطنه بدست آمد.
مقبرهٔ سِـتعو در آرامگاه شمارهٔ «TT289» در ذراع ابوالنجا واقع در گورستان باستانی تبای (تبس) قرار دارد.